# Blue Senturion
De Blue Senturion is een personage uit de televisieserie Power Rangers. Hij was een vast personage in Power Rangers: Turbo en had een gastoptreden in Power Rangers in Space. Hij is gebaseerd op het personage Signalman uit Gekisou Sentai Carranger. Blue Senturions stem werd gedaan door David Walsh.

## Biografie
Blue Senturion is een robotische ordehandhaver. Hij werd vanuit de toekomst naar het heden gestuurd om de Rangers een belangrijk bericht genaamd het "Millennium Message" te geven. Dit bericht was dat in de nabije toekomst al hun oude vijanden samen zouden gaan werken en het universum zouden veroveren. Hij werd echter gevangen door Divatox en geherprogrammeerd om tegen de Rangers te vechten. De Rangers wisten dit effect terug te draaien, maar het bericht ging hierbij grotendeels verloren. Daar hij niet terug kon naar de toekomst bleef de Blue Senturion aan de kant van de Rangers meevechten. Hij riep ook zijn eigen zord op, de Robo Racer.
Blue Senturion hielp beide Turbo Rangers team, en voerde ook standaard politietaken uit in en rond Angel Grove. Hij was zeer gedisciplineerd en erop gebrand wetten na te streven. Zijn Morpher/Wapen, de Senturion Synergizer, kon dienstdoen als een speciaal verkeerslicht dat auto’s kon beïnvloeden.
Blue Senturion verliet aan het einde van Power Rangers: Turbo de Aarde om samen met Dimitria Zordon en diens thuisplaneet Eltar te hulp te komen. Kort na hun vertrek viel Divatox de Power Chamber aan en vernietigde deze.
Blue Senturion werd pas weer gezien in de laatste twee afleveringen van Power Rangers in Space getiteld Countdown to Destruction. Hierin vocht hij samen met Phantom Ranger tegen het Machine Keizerrijk.
Hoewel Blue Senturion in de serie zelf nooit een Ranger wordt genoemd zijn er fans die hem toch als Ranger zien.